# DB 101 sorozat
A DB 101 sorozat egy német univerzális, Bo'Bo tengelyelrendezésű villamosmozdony-sorozat, amely egyaránt alkalmas teher- és személyszállító vonat továbbítására.

## Alkalmazásuk
Fő alkalmazási területe a Deutsche Bahn EuroCity- és InterCity-vonatainak és a München–Nürnberg között közlekedő RE200 regionális vonatok továbbítása, illetve néhány 120 és 140 km/h sebességű tehervonat továbbítása.
A 101-esek menetrend szerint Hamburgból elérik Németország számos területét, köztük a német–dán határátkelőhelyet, Padborgot, és Hollandia felé Venlót. Délen, nevezetesen Svájcban, Bázelben (SBB) meg kell válniuk vonatuktól, ugyanis ott máshogy van felfüggesztve a felsővezeték. Időközben a 101-eseket elfogadták Ausztriában is és ott egészen Bécsig eljutnak.
A 101-es sorozat évi 55 millió km futásteljesítményt teljesít, egy mozdony átlagban 380 ezer kilométert fut évente. 10 ezer kilométerenként átvizsgálják a mozdonyokat, és 100 ezer kilométerenként karbantartáson esik át minden mozdony.

## Története
1996 július elsején az ADtranz és a Deutsche Bahn Kasselben bemutatta a nyilvánosságnak a 101 001 mozdonyt. Az ADtranz az ABB cég utódja volt, ami időközben összeolvadt az AEG-vel. A frissen gyártott mozdonyok már az 1997-es nyári menetrendváltásnál bekerültek a mindennapi forgalomba, 7 darab mozdonnyal, elkezdve az egyre problémásabb DB 103 sorozat kiváltását. 1997 végéig 62, 1998 végéig 127 darab mozdonyt gyártottak le, 1999 júniusig a kasseli mozdonygyár mind a 145 darab gépet leszállította a DB-nek.
Az utolsó 5 darab mozdonyt felszerelték ETCS rendszerrel, ezek a mozdonyok közlekednek Lipcse–Berlin között az ottani ETCS-próbavonalon, 200 km/h sebességgel.

## Műszaki tulajdonságai
Összesen 145 db-ot gyártottak belőle. A mozdonyok fel vannak szerelve Sifa, PZB, LZB, néhány mozdony ETCS vonatbefolyásoló rendszerrel, és KE-GPR fékrendszerrel (+ villamosfék).

## Reklámfestések
A 101-es sorozatot az egész Németországra kiterjedő személyszállítási alkalmazása miatt mozgó reklámfelületnek is használják. A 101 001 mozdonyt forgalomba helyezését követően, 1998 májusában már reklámmal látták el a "Starlight Express" musical reklámozására, majd követte a Bayer AG, a CMA és a többi reklámozó. Maga a Deutsche Bahn is használja saját termékei reklámozására ezeket a mozdonyokat. A reklámokat nem festik, hanem fóliára nyomják és felragasztják a mozdonyra. 2006 közepéig mintegy 200 féle reklámot viseltek a mozdonyok.

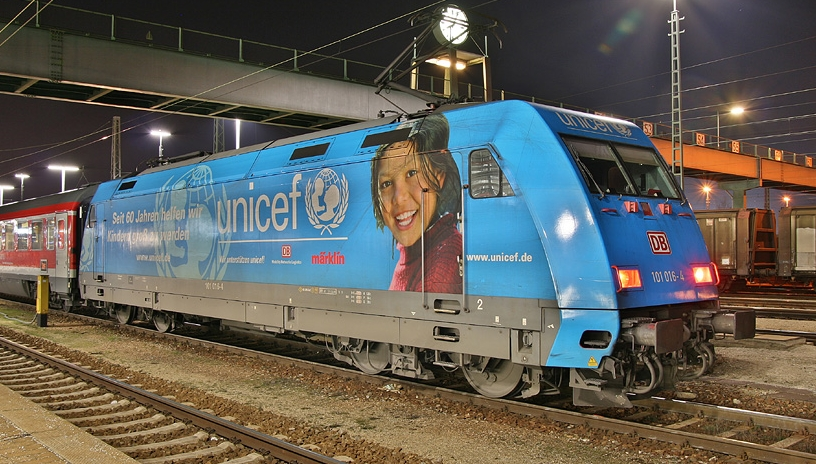
101 016 UNICEF reklámfestéssel Ingolstadt Hbf-on
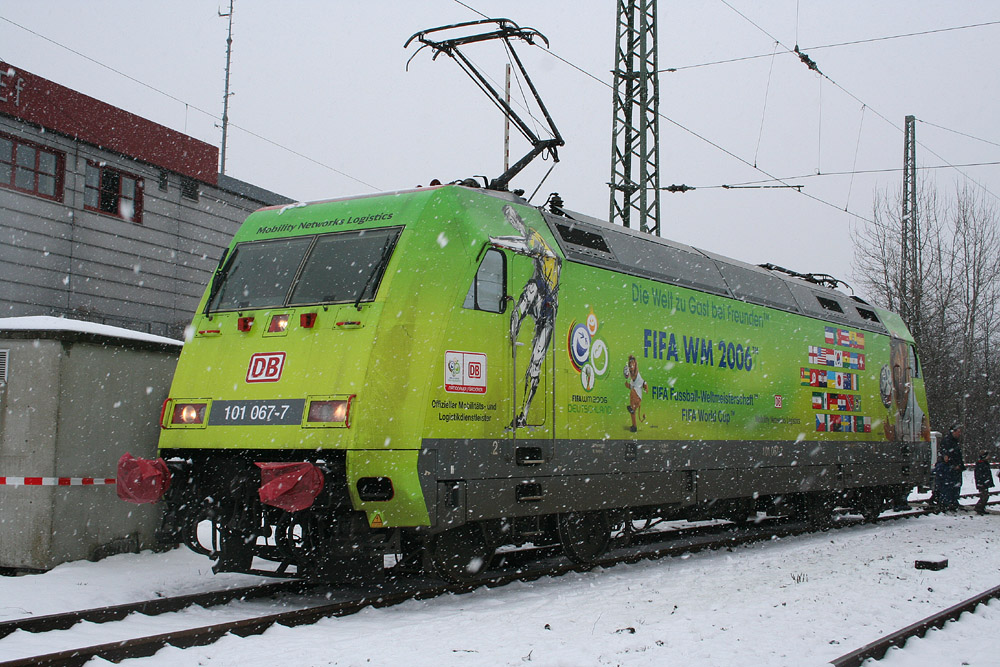
101 067 Foci világbajnokság reklámfestéssel
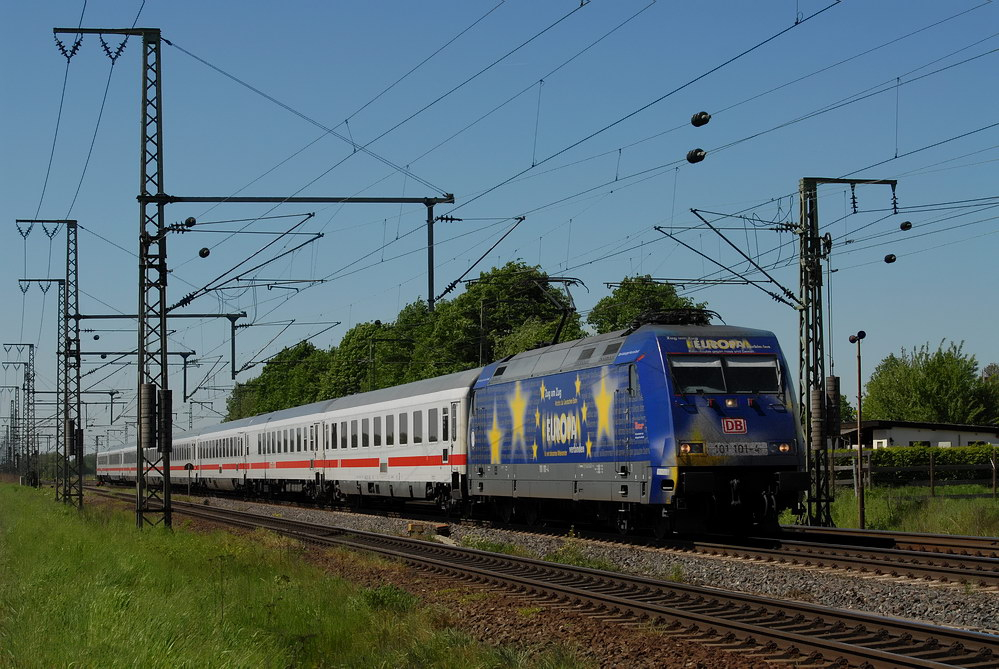
101 101 „EUROPA“
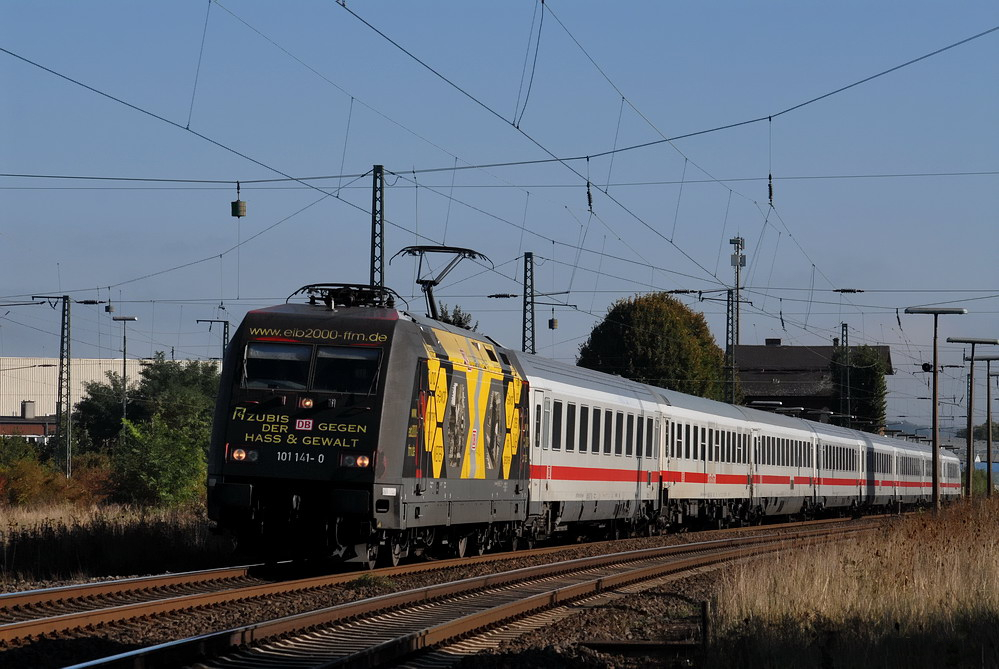
101 141 „Azubis 2000 gegen Gewalt“ Lollarban
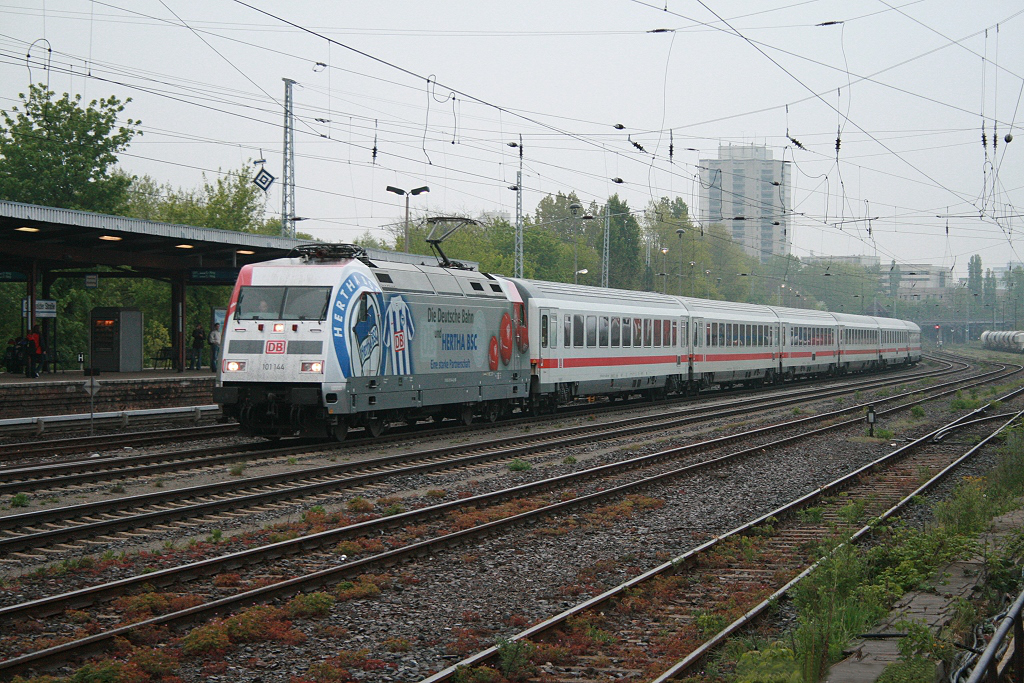
101 144 „Hertha BSC“ Berlinben
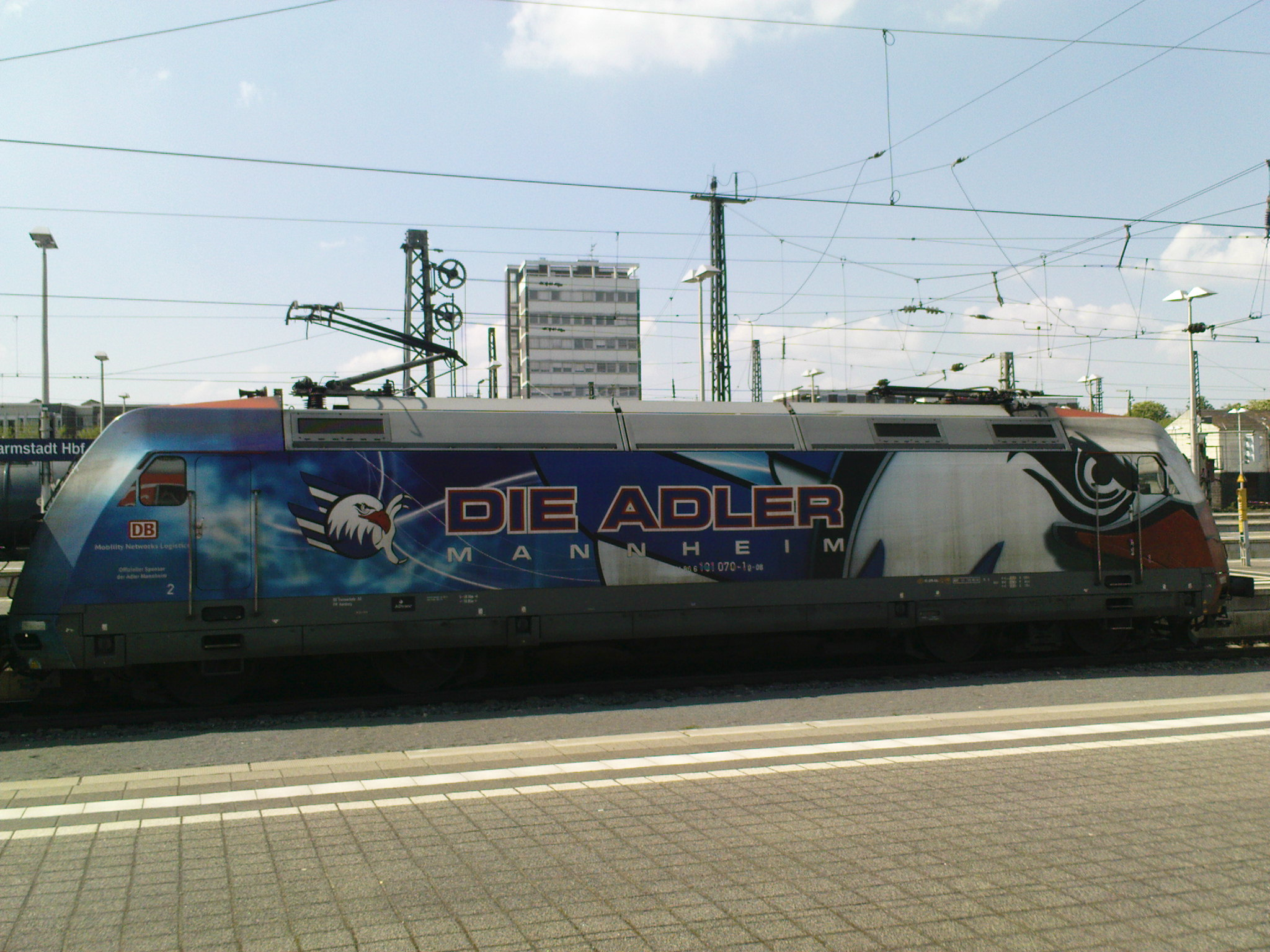
101 070 „Adler Mannheim“ Darmstadtban
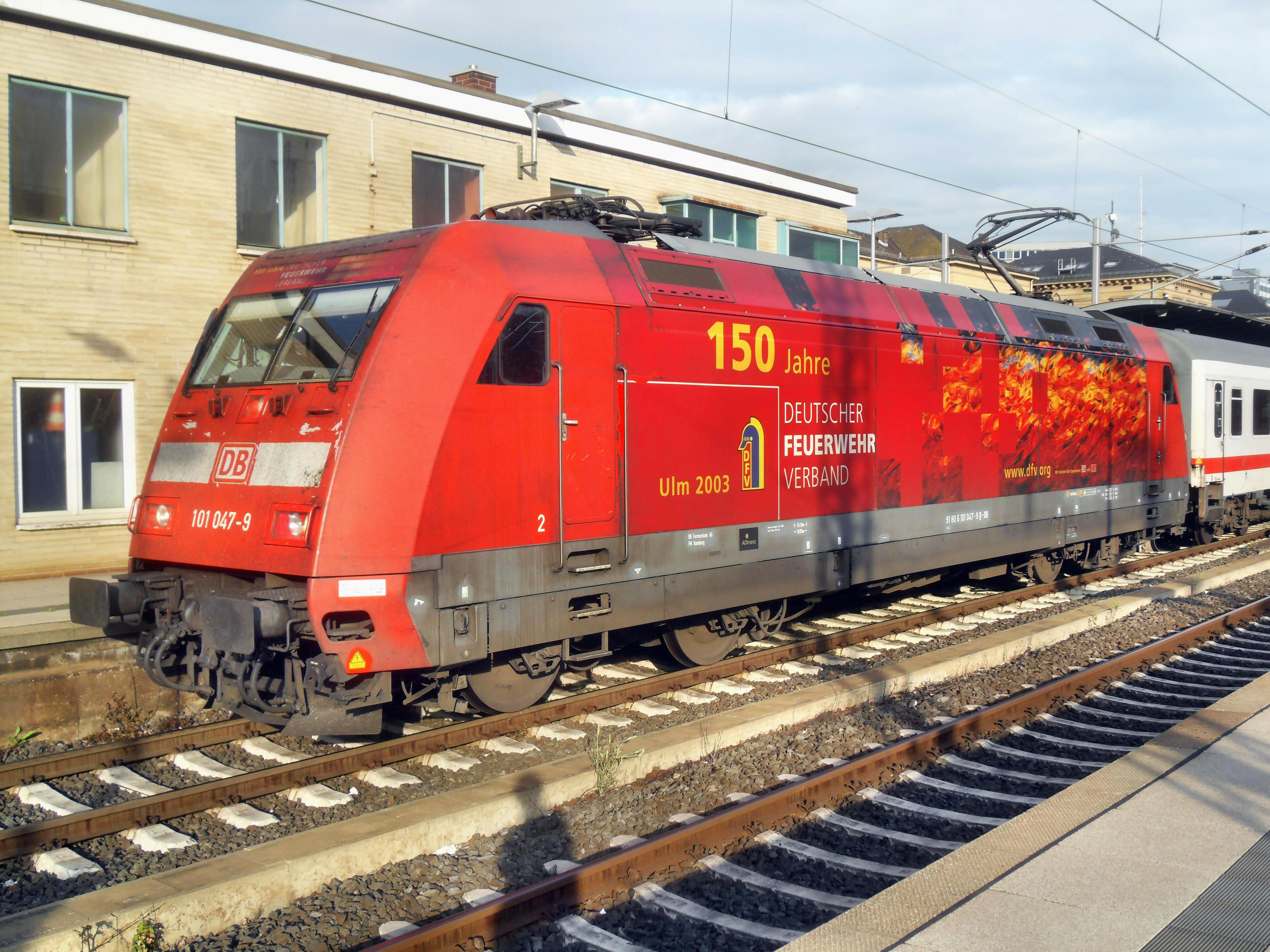
101 047 reklámfestéssel
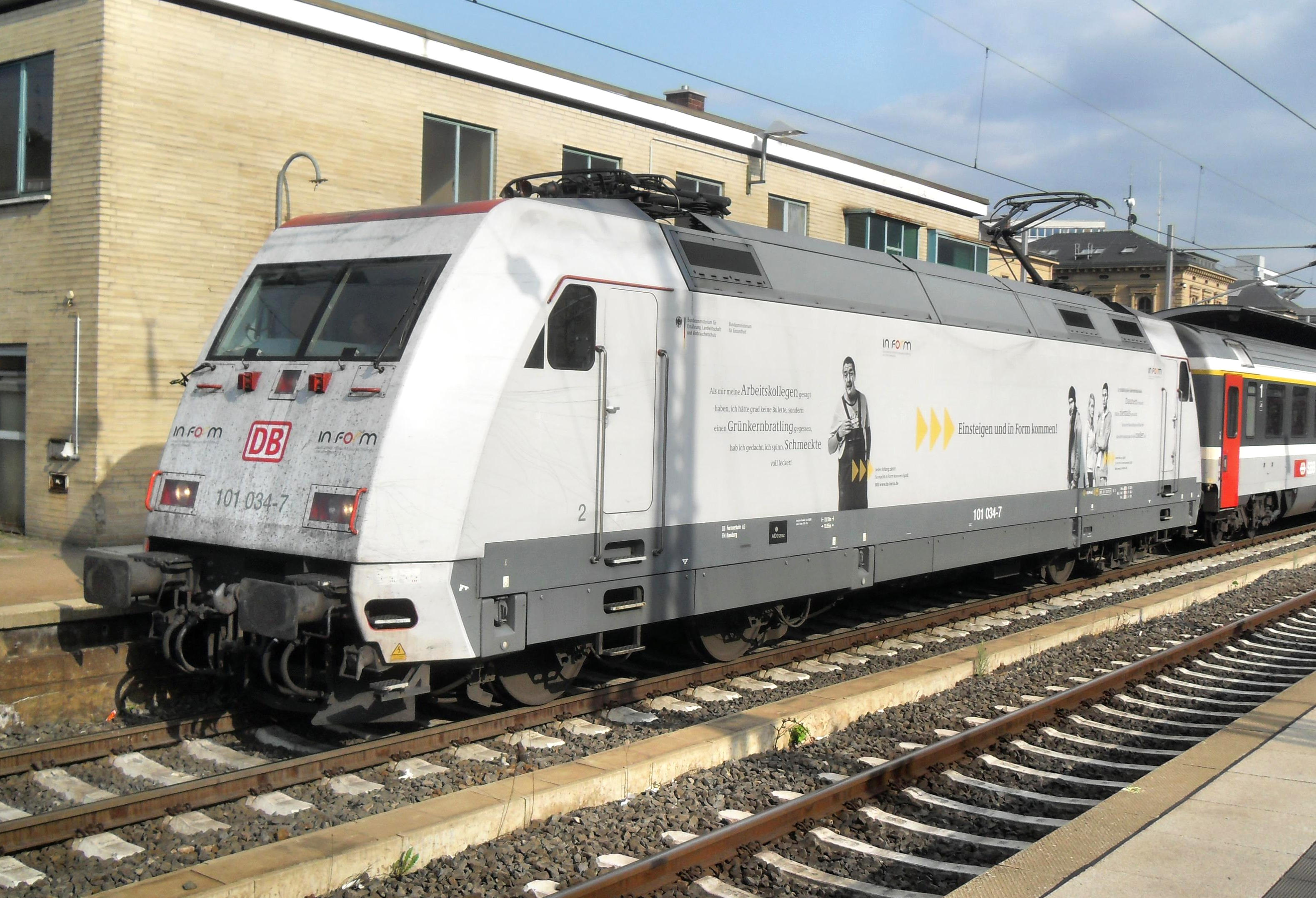
101 034 Mainzer Hauptbahnhofon reklámfestéssel

## Amerikai export: azALP-46

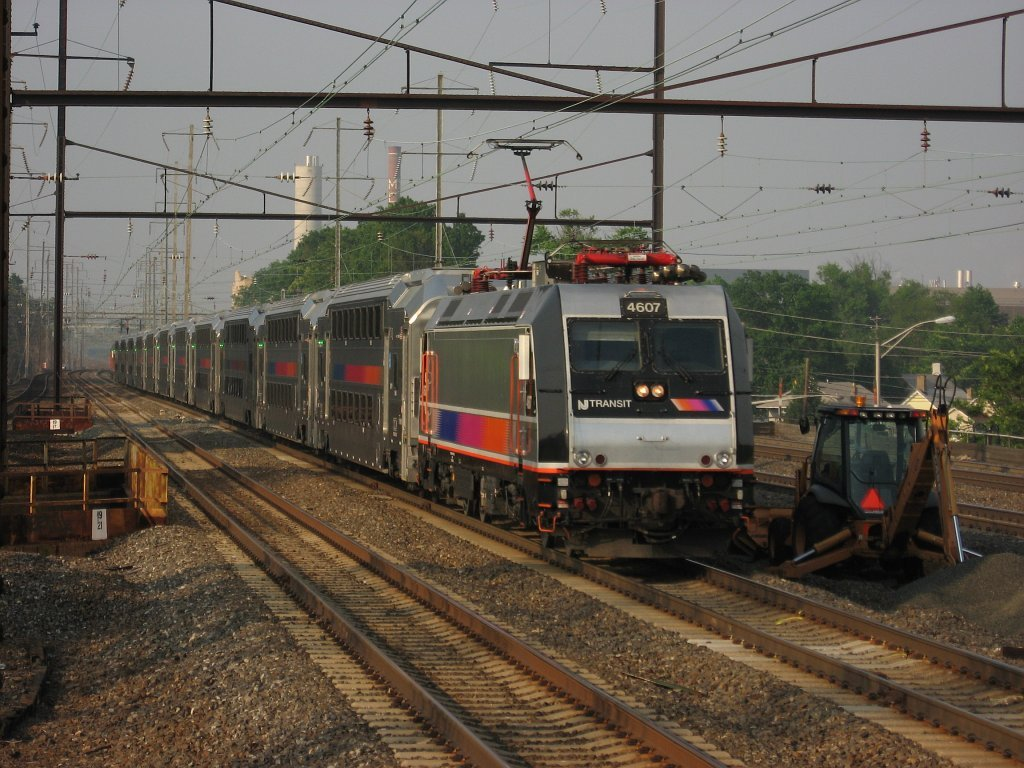
Az ALP–46 07 mozdony Rahway állomáson

2002–2003-ban 29 darab hasonló mozdonyt gyártottak a New Jersey Transit nevű amerikai vasútvállalatnak ALP 4600-4628 pályaszámokon, természetesen az amerikai szabványoknak megfelelően módosítva a mozdonyokat.